# Scopolia carniolica
Espèce
Scopolia carniolica, la scopolie de Carniole ou belladone de Hongrie, est une espèce de plantes dicotylédones de la famille des Solanaceae, sous-famille des Solanoideae, originaire d'Europe centrale et orientale. Ce sont des plantes herbacées vivaces, rhizomateuses, aux fleurs violet foncé, pouvant atteindre 60 cm de haut.
Ces plantes sont toxiques du fait de leur teneur élevée en  alcaloïdes tropaniques, en particulier l'atropine et la scopolamine. La concentration en atropine est la plus élevée dans les racines.

## Description
Scopolia carniolica est une plante herbacée, glabre, à port dressé, de 20 à 60 cm de haut. La tige, striée, est simple ou ramifiée vers le haut. La plante est vivace grâce à son rhizome horizontal. Les feuilles, simples, entières ou légèrement crénelées, alternes, sont oblongues-lancéolées, acuminées à l'apex, cunées à la base, de 10 à 20 cm de long sur 5 à 8 cm de large, portées par un pétiole de 1 à 2 cm de long.

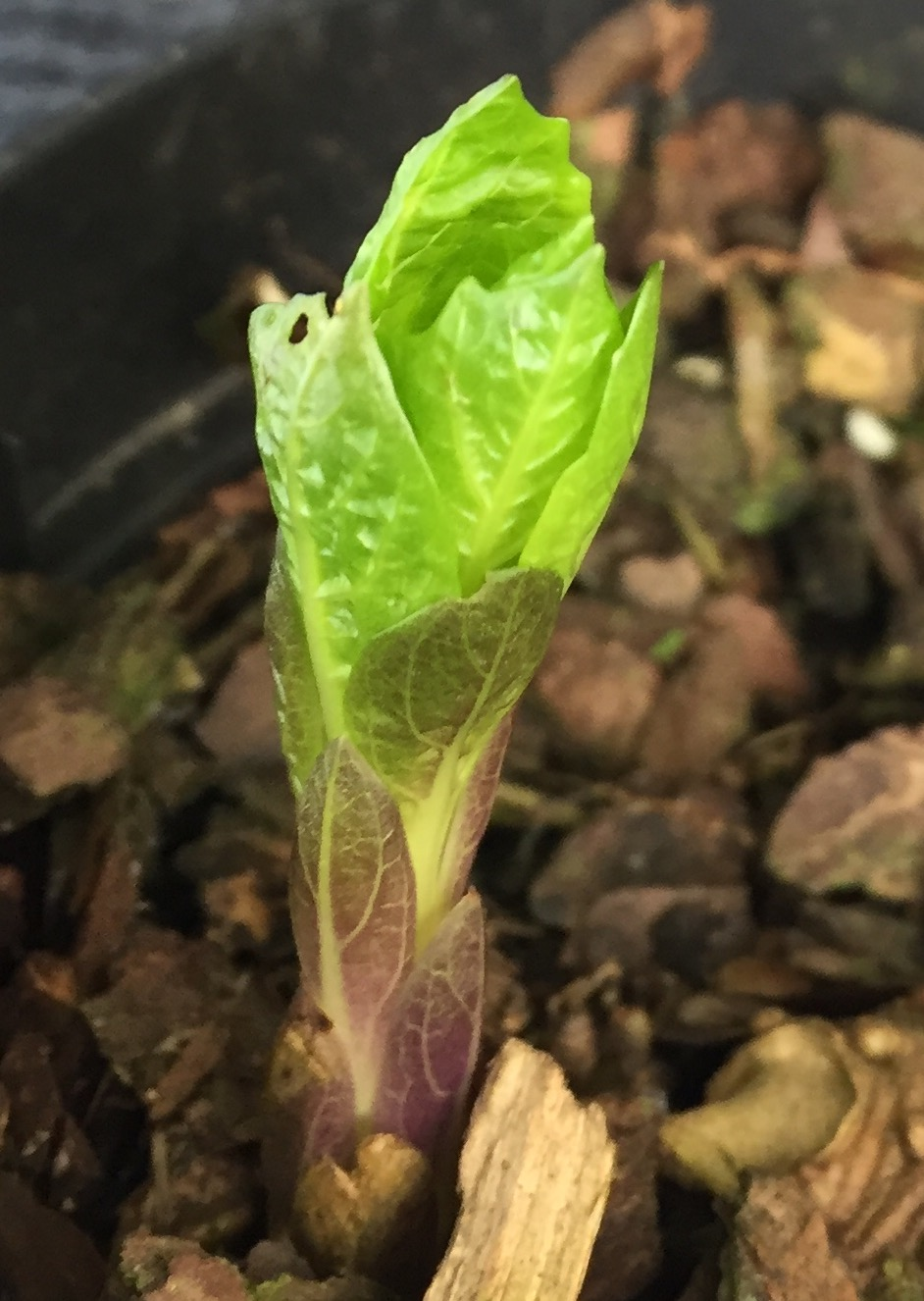
Jeunes pousses montrant des feuilles en écailles pigmentées de pourpre et des feuilles adultes légèrement dentées.
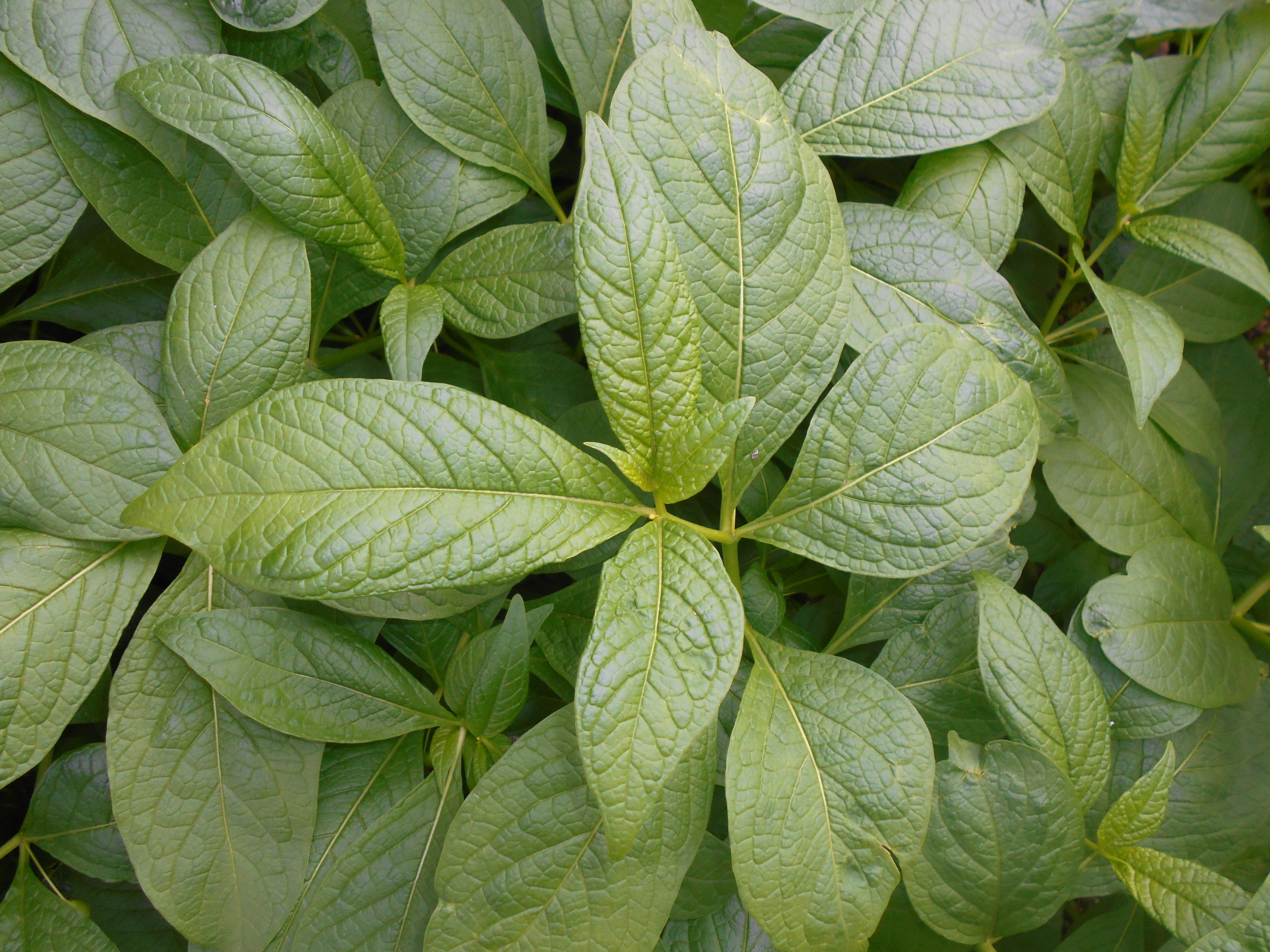
Feuillage.
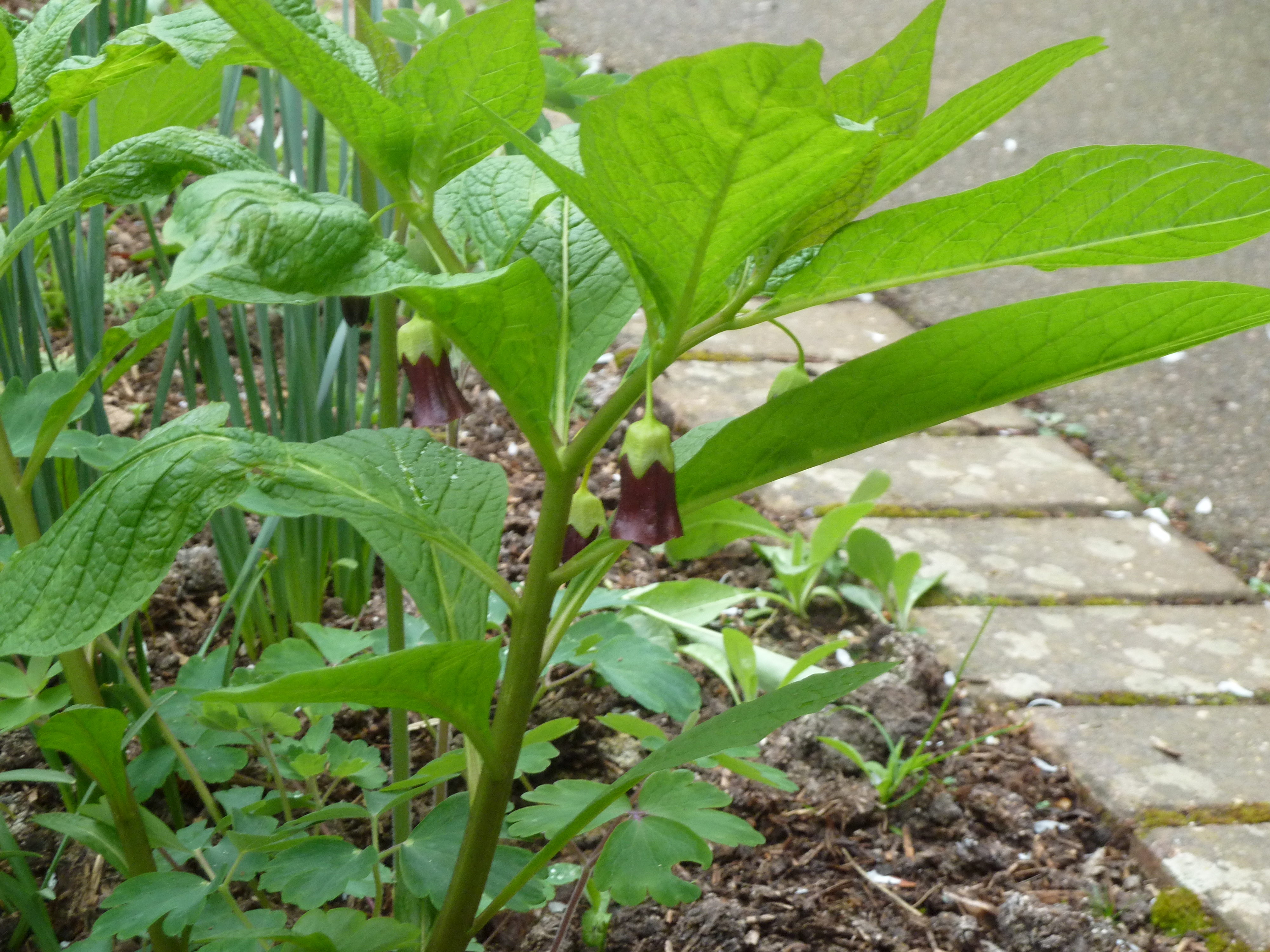
Jeune plante.

Les fleurs actinomorphes, à symétrie pentamère, ont une corolle gamopétale infunduliforme, de 15 à 25 mm de long sur environ 15 mm de large, de couleur brun-violet à l'extérieur et jaunâtre à brun-vert à l'intérieur. Le calice est formé d'un tube de 7 à 9 mm de long prolongé par cinq dents de 4 à 5 mm.
Le fruit est une pyxide, capsule globuleuse à déhiscence circulaire, d'environ 1 cm de diamètre, contenant les graines semi-granuleuses-tuberculées.

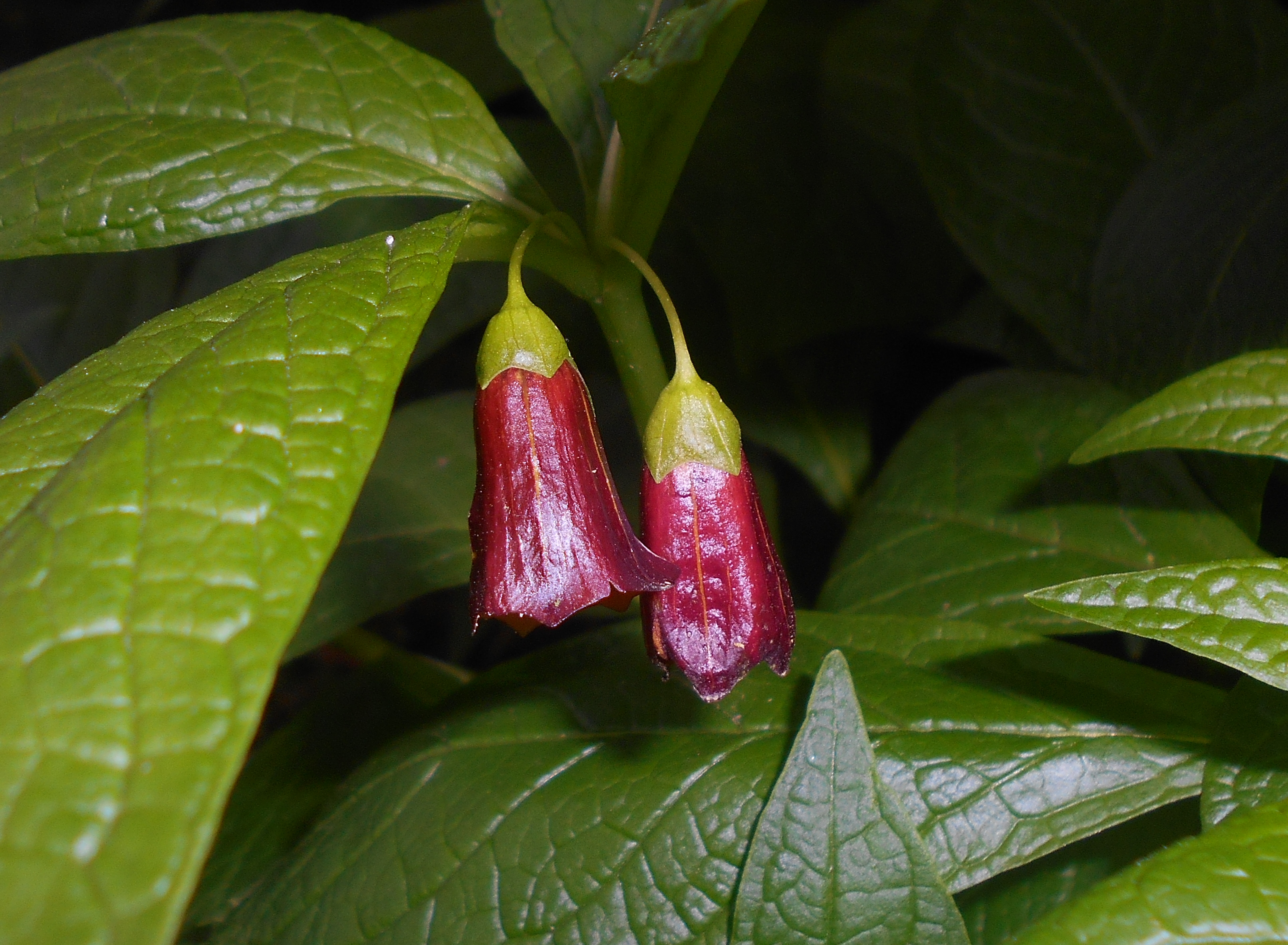
Fleurs.
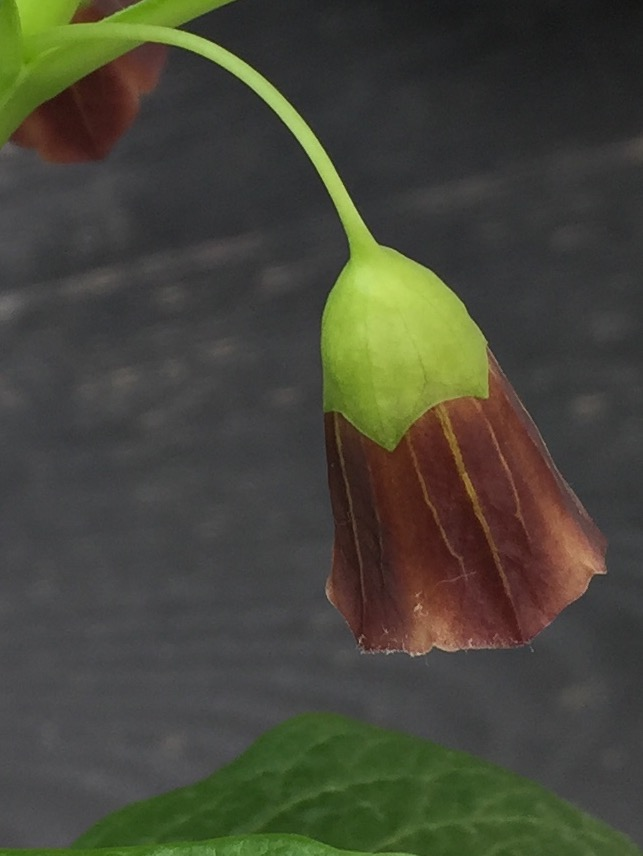
Fleur isolée, présentant un pédicelle long et élancé et un calice en forme de coupe.
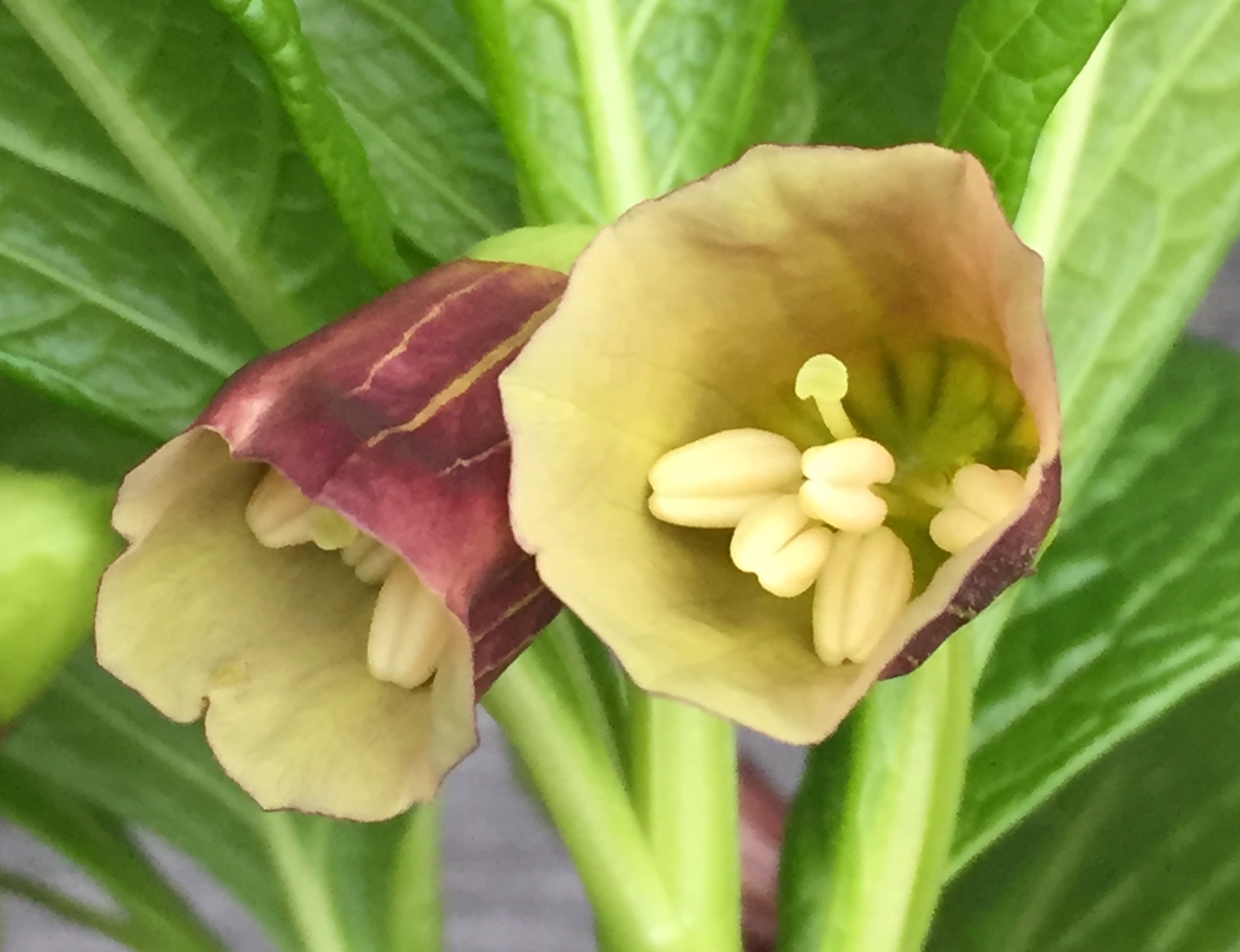
Fleurs agrandies, présentant un intérieur crème avec une réticulation verte et des anthères non mûres.
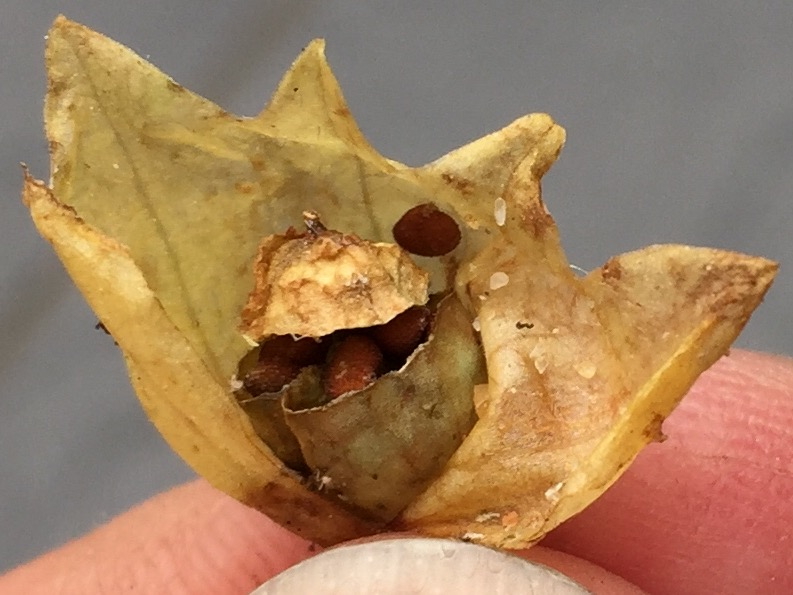
Calice fructifère disséqué pour montrer la pyxide. La déhiscence de l'opercule révèle des graines brunes à l'intérieur.

## Distribution et habitat
L'aire de répartition originelle de Scopolia carniolica s'étend dans les régions allant des Alpes orientales jusqu'à l'Est des Carpates. La plante s'est naturalisée plus à l'Est dans le Sud-Ouest de la  Russie européenne.
La forme rare, Scopolia carniolica f. hladnikiana, qui diffère de la forme commune par sa corolle jaune verdâtre, tant à l'intérieur qu'à l'extérieur, est originaire de Slovénie.
Cette espèce pousse sur des sols humides dans les forêts de hêtres du sud-est de l'Europe, des plaines aux zones montagneuses,

## Taxinomie
L'espèce Scopolia carniolica a été décrite en premier par Linné sous le nom de Hyoscyamus scopolia. Linné l'avait dédiée au médecin italien Giovanni Antonio Scopoli. Par la suite, Nikolaus Joseph von Jacquin l'a reclassée dans le genre Scopolia. L'épithète spécifique, carniolica, signifie « de la Carniole », région historique comprise dans l'actuelle Slovénie.

### Synonymes
Selon The Plant List (16 septembre 2020) :
- Hyoscyamus chloranthus Wender. ex Steud.
- Scopolina atropoides Schult.
- Scopolina carniolica (Jacq.) Kuntze
- Scopolina hladnikiana Freyer ex W.D.J.Koch
- Scopolina viridiflora Freyer ex W.D.J.Koch

## Utilisation
En médecine populaire, la plante était utilisée à la fin du Moyen Âge comme agent narcotique et ingrédient des « potions d'amour », pratique qui entraînait souvent des cas mortels d'empoisonnement. 
De plus, dans ses Carpates natales, Scopolia carniolica était également utilisée à des fins criminelles, soit pour étourdir les victimes afin de les voler, soit pour les tuer carrément.
En Slovénie, Scopolia carniolica est le symbole de la Société slovène d'anesthésiologie et de médecine de soins intensifs.
La plante est une source de scopolamine, utilisé autrefois comme anesthésique,.